# Superwoman (Rebecca Ferguson)
Superwoman è il quarto album in studio della cantautrice inglese Rebecca Ferguson, pubblicato nel 2016.

## Tracce
1. Bones (Virginia Blackmore, Aeon Manahan, Neil Carlill, William Foster, Danny Goffey, Pearl Lowe) – 3:48
2. Mistress (Rebecca Ferguson, Miller) – 3:19
3. Hold Me (Ferguson, Miller) – 4:28
4. Superwoman (Ferguson, James Earp, Toodeski Djafary) – 3:34
5. Stars (Ferguson, Miller, Djafary) – 3:03
6. The Way You're Looking at Her (Ferguson, Jonny Lattimer) – 4:10
7. Pay for It (Ferguson, Lattimer, Francis White) – 3:16
8. Oceans (Ferguson, Lattimer, Miller) – 3:22
9. Don't Want You Back (Ferguson, Phil Cook, Chiara Hunter, Matt Prime, Sean McDonagh) – 3:14
10. Without a Woman (Ferguson, Isabella Summers, Brad Balou, Wynter Gordon, Miller, Jem Cooke, Jennifer Decilveo) – 4:20
11. Waiting for Me (Ferguson, Jake Gosling, Chris Leonard) – 3:50
12. I'll Meet You There (Ferguson, Richey McCourt, Andrew Bannister) – 3:28